# Album of the Year (album de Black Milk)
Pour l'album homonyme du groupe Faith No More, voir Album of the Year.
Albums de Black Milk
Tronic
(2008) No Poison No Paradise
(2013)
Singles
1. Welcome (Gotta Go)
Sortie : 29 juin 2010
2. Deadly Medley
Sortie : 22 août 2010

Album of the Year est le quatrième album studio de Black Milk, sorti le 14 septembre 2010.
L'album s'est classé 3e au Top Heatseekers, 11e au Top Rap Albums, 27e au Top Independent Albums, 28e au Top R&B/Hip-Hop Albums et 136e au Billboard 200.

## Liste des titres
| No  | Titre                                                        | Contient un (des) sample(s) de                                                                         | Durée |
| --- | ------------------------------------------------------------ | --- | ----- |
| 1.  | 365 (featuring Melanie Rutherford)                           | | 4:04  |
| 2.  | Welcome (Gotta Go) (featuring AB)                            | Be in (Hare Krishna) de Mort Garson                                                                    | 3:58  |
| 3.  | Keep Going (featuring AB)                                    | | 4:35  |
| 4.  | Oh Girl (featuring AB)                                       | | 3:26  |
| 5.  | Deadly Medley (featuring Elzhi et Royce da 5'9")             | Yeah, Yeah de Blackrock                                                                                | 3:42  |
| 6.  | Distortion                                                   | | 6:15  |
| 7.  | Over Again (featuring Monica Blaire)                         | | 3:36  |
| 8.  | Round of Applause (featuring AB)                             | | 5:27  |
| 9.  | Black and Brown / Mad Rapper Skit (featuring Danny Brown)    | | 5:22  |
| 10. | Warning (Keep Bouncing)                                      | Funky Worm des Ohio Players Electric Relaxation de A Tribe Called Quest Pee-Wee's Dance de Joeski Love | 3:27  |
| 11. | Gospel Psychedelic Rock (featuring AB et Melanie Rutherford) | Wheel of Time d'Ananta                                                                                 | 3:19  |
| 12. | Closed Chapter (featuring Mr. Porter)                        | Oneness-Cry de Narada Michael Walden                                                                   | 7:15  |